# Meslay-du-Maine

Meslay-du-Maine este o comună în departamentul Mayenne, Franța. În 2009 avea o populație de 2,726 de locuitori.